# Municipio de French (Arkansas)
El municipio de French (en inglés: French Township) es un municipio ubicado en el condado de Lafayette en el estado estadounidense de Arkansas. En el año 2010 tenía una población de 255 habitantes y una densidad poblacional de 2,72 personas por km².

## Geografía
El municipio de French se encuentra ubicado en las coordenadas 33°4′24″N 93°33′57″O / 33.07333, -93.56583. Según la Oficina del Censo de los Estados Unidos, el municipio tiene una superficie total de 93.69 km², de la cual 82,13 km² corresponden a tierra firme y (12,35 %) 11,57 km² es agua.

## Demografía
Según el censo de 2010, había 255 personas residiendo en el municipio de French. La densidad de población era de 2,72 hab./km². De los 255 habitantes, el municipio de French estaba compuesto por el 99,22 % blancos, el 0,39 % eran amerindios, el 0,39 % eran de otras razas. Del total de la población el 0,39 % eran hispanos o latinos de cualquier raza.